# Бредер, Рейнхард
Рейнхард Бредер ( нем. Reinhard Breder; 2 февраля 1911, Штайнхаген, Вестфалия, Германская империя — 22 октября 2002, Кёльн, Германия) — штурмбаннфюрер СС, командир айнзацкоманды 2, входившей в состав айнзацгруппы A, руководитель гестапо во Франкфурте-на-Майне.

## Биография
Рейнхард Бредер родился 2 февраля 1911 года в семье учителя Германа Бредера. В 1931 году окончил реальное училище в Билефельде. Впоследствии изучал юриспруденцию. В ноябре 1935 года сдал первый государственный экзамен. Бредер проходил студенческую стажировку в качестве судебного заседателя, но с декабря 1937 года по сентябрь 1938 года находился на предписанном административном участке СД в Дюссельдорфе. Здесь ему приходилось заниматься вопросами полицейского права и организационными вопросами административного характера. 1 августа 1939 года сдал второй государственный экзамен в Гамбурге.
В мае 1933 года был зачислен в ряды СС (№ 116663). 1 мая 1937 года вступил в НСДАП (билет № 5653771). С июля 1940 года был личным представителем инспектора СД в Гамбурге. В декабре 1941 года стал заместителем руководителя гестапо в Дюссельдорфе. С декабря 1942 года Бредер был заместилем командира полиции безопасности и СД в Минске. В феврале 1943 года участвовал в уничтожении гетто в Слуцке. Также принимал участие в антипартизанских операциях в том числе в операции «Зимнее волшебство». С марта по июль 1943 года руководил айнзацкомандой 2 в составе айнзацгруппы A и осуществлявшей массовые убийства евреев и политических комиссаров в тыловом районе группы армий «Север». Подразделение было подчинено командиру полиции безопасности и СД в Латвии.
С августа того же года и до конца войны возглавлял гестапо во Франкфурте-на-Майне. В конце августа 1944 года в рамках операции «Решётка» в связи с покушением на Гитлера 20 июля Бредер приказал арестовать 120 социал-демократов, либералов и политиков-центристов. Двенадцать заключённых попали в концлагеря, где четверо из них умерло. По словам историка Фолкера, Бредер был также ответственным за массовое убийство 87 заключённых в трудовом лагере Хирценхайн в марте 1945 года.
Незадолго до конца войны в 1945 году Бредер бежал в Северную Германию, где скрылся. В марте 1946 года был арестован военнослужащими армии США. Содержался в лагерях для военнопленных в Гиссене и Висбадене, а с июля 1946 года — в Дахау и Фюрте. В конце 1947 года был переведён в лагерь для интернированных в Людвигсбурге, а в январе 1948 года — в Дармштадте. В ходе денацификации был отнесён к категории «главных виновников», но позже был классифирован как «виновный». Весной 1949 года был освобождён, однако ему было запрещено работать юристом. Бредер проживал в Винкеле. В 1950 году выступал в качестве свидетеля на процессе над сотрудником еврейского отдела франкфуртского гестапо Генрихом Баабом. В том же году был обвинён в расстреле 7 человек в марте 1944 года, но 15 февраля 1951 года суд оправдал его. В марте 1963 года временно находился в предварительном заключении, однако его участие в массовых убийствах в Белоруссии не было доказано. В конце 1960-х годов прокуратурой Франкфурта-на-Майне в отношении его и бывшего служащего франкфуртского гестапо Эрнста Гроссе было начато расследование. Разбирательство было прекращено без предъявления обвинения. В 1988 году Бредер вышел на пенсию. Умер в 2002 году.